# پارکر فنلی
پارکر فنلی (انگلیسی: Parker Fennelly؛ ۲۲ اکتبر ۱۸۹۱ – ۲۲ ژانویهٔ ۱۹۸۸) یک هنرپیشه اهل ایالات متحده آمریکا بود.
وی بازیگر فیلم‌هایی همچون دردسر هری بوده‌است.